# Augstbordhorn
L'Augstbordhorn és una muntanya de 2.971 metres situada als Alps Penins a Suïssa.